# District historique de St. Mary Utility Area
Le district historique de St. Mary Utility Area – ou St. Mary Utility Area Historic District en anglais – est un district historique dans le comté de Glacier, dans le Montana, aux États-Unis. Protégé au sein du parc national de Glacier, il est composé de plusieurs bâtiments dans le style rustique du National Park Service. Il est inscrit au Registre national des lieux historiques depuis le 19 janvier 1996.